# الدون (اکلاهما)
الدون(به انگلیسی: Eldon) شهری در ایالت اکلاهما کشور ایالات متحده آمریکا است که جمعیت آن در سرشماری سال ۲۰۱۰ میلادی، ۳۶۸ نفر بوده‌است.